# Макникол, Элизабет
Элизабет (Бесси) Макникол (англ. Elizabeth MacNicol) — шотландская художница-портретист, постимпрессионист, член художественной группы Глазго Гёрлс.

## Жизнь
Макникол родилась в семье учителя. Её отцом был учитель и директор школы Питер Макникол, мать звали Мэри Энн Мэтьюз. У Мэри было много детей, но большинство умерло во младенчестве. В том числе сестра-близнец Элизабет. В итоге Бесси росла с двумя сестрами. Уже в детстве у неё обнаружилась аллергия, от которой она страдала летом.
С 1887 по 1892 год она обучалась в Школе искусств Глазго затем, директор школы Фрэнсис Генри Ньютери настоял на поступлении в парижскую Академию Коларосси. Это была одна из первых парижских студий, где учили женщин. Таким образом Элизабет попала в первую волну художниц, приехавших в Париж из Соединённого Королевства, чтобы продолжить свое художественное образование. Однако учёба не задалась — Элизабет считала, что её подавляли, а не развивали и не поощряли.
После учёбы Элизабет вернулась в Глазго в дом родителей, но вскоре приобрела студию на Сент-Винсент-стрит. В 1893 одна из её картин была выставлена в лондонской Королевской академии художеств. После возвращения Макникол в Глазго в местном Королевском институте изящных искусств проходит выставка её работ. В 1896 году она открывает в Глазго свою художественную мастерскую. В 1901 в Мюнхене выставляется её крупноформатное ню-полотно «Тщеславие» (Vanity).
В 1896-м году Элизабет провела время колонии художников Кирккадбрайт , где написала портрет ведущего художника Кирккадбрайта Эдварда Аткинсона Хорнела.
В 1899 году она вышла замуж за Александра Фрю, который совмещал работу врача и художника. Семья жила в районе Хиллхед в Глазго, Элизабет работала в задней части дома, где устроила себе студию.
В 1903-м году родители Элизабет умерли. Элизабет умерла в родах в 1904-м году.
Вторая жена Александра продала и дом, и все картины и наработки Элизабет, из-за чего её наследие столь мало. От неё осталось лишь несколько картин. Ни одной записи и ни одного альбома с набросками не сохранилось.

## Творчество
Макникол писала как масляными красками, так и акварелью. На рубеже XIX—XX столетий она признавалась одной из талантливейших художниц-портретистов своего времени; полотна Макникол выставлялись в Лондоне, Мюнхене, Дрездене, Санкт-Петербурге, Вене, Ливерпуле, Генте, различных городах США. Ранняя смерть художницы считалась тяжёлой потерей для шотландского искусства.
Картины Макникол маслом и акварелью созданы под влиянием пленэрных традиций школы Барбизон, а также импрессиониста Джеймса Макникола Уистлера и некоторых её современников из Глазго. Она была известна своим мастерским владением цветом, светом и фактурой, в то время как её портреты восхищают своей твердой композицией и психологической глубиной. Один современный писатель, восхищаясь её ловкостью и выразительным колоритом, сравнил её с Бертой Моризо. Как и Моризо, она часто рисовала молодых модных женщин, позирующих на открытом воздухе, но с характерными пятнами теней от листьев, которые создают сильный общий узор чередования света и тьмы. При её жизни её работы выставлялись в Шотландии и Лондоне, а также в нескольких городах Европы и Америки.
Сегодня она включена в группу, известную как Девушки из Глазго, среди которых также числятся Маргарет Макдональд, Фрэнсис Макдональд , Джесси М. Кинг, Джесси Уайли Ньюбери, Энн Макбет и Нора Нилсон Грей. Девушки из Глазго были представлены на передвижной выставке 1990 года, организованной куратором.Джуд Бурхаузер. Работы Элизабет Макникол хранятся в коллекциях Музея Келвингроув, а также Музея Хантера и Художественной галереи в Глазго.

## Галерея

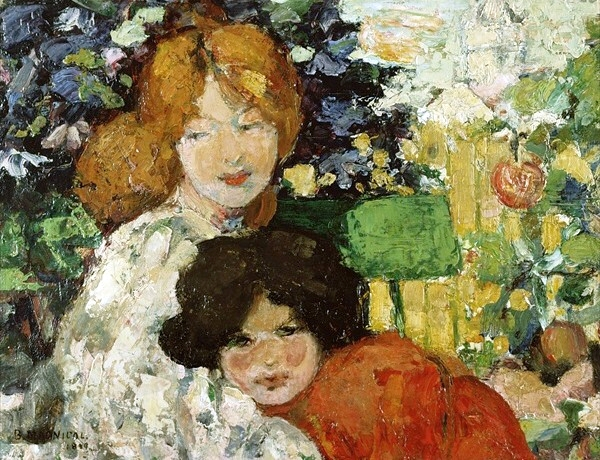
Две сестры (1899)
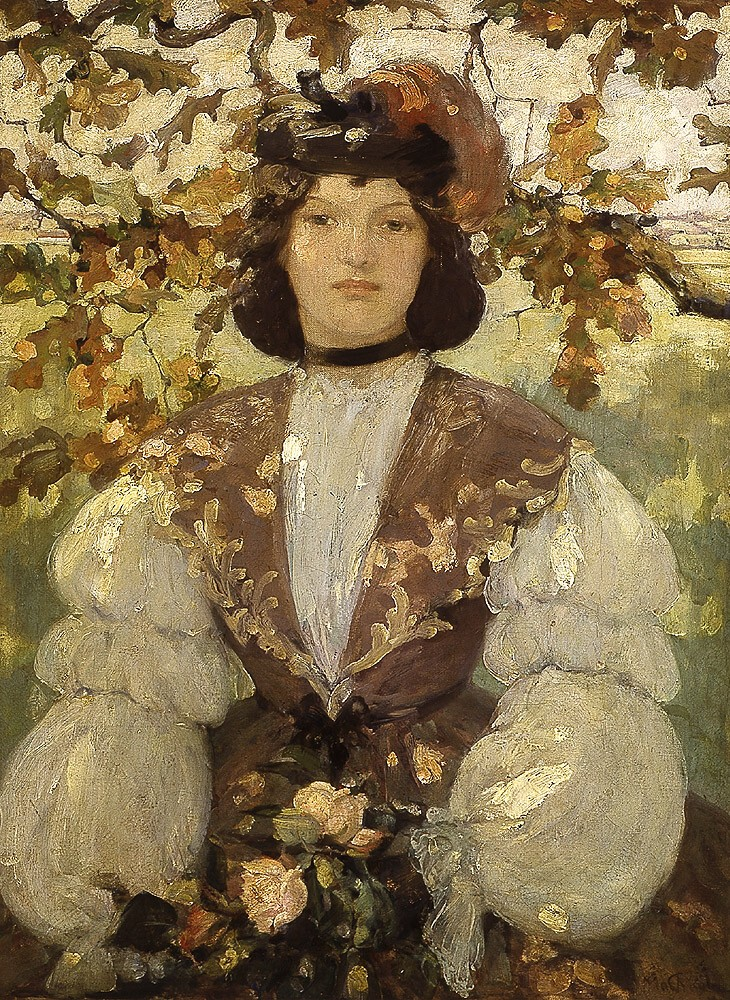
Девушка шестидесятых годов (1899)
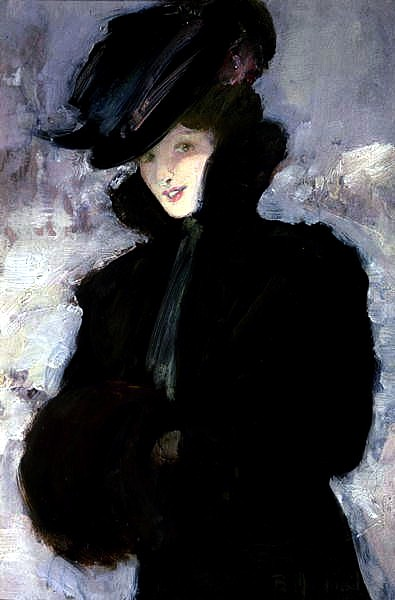
Меховой жакет
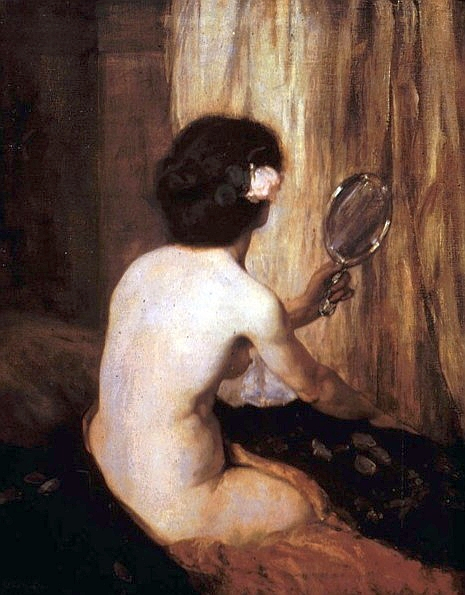
Тщеславие (1899)
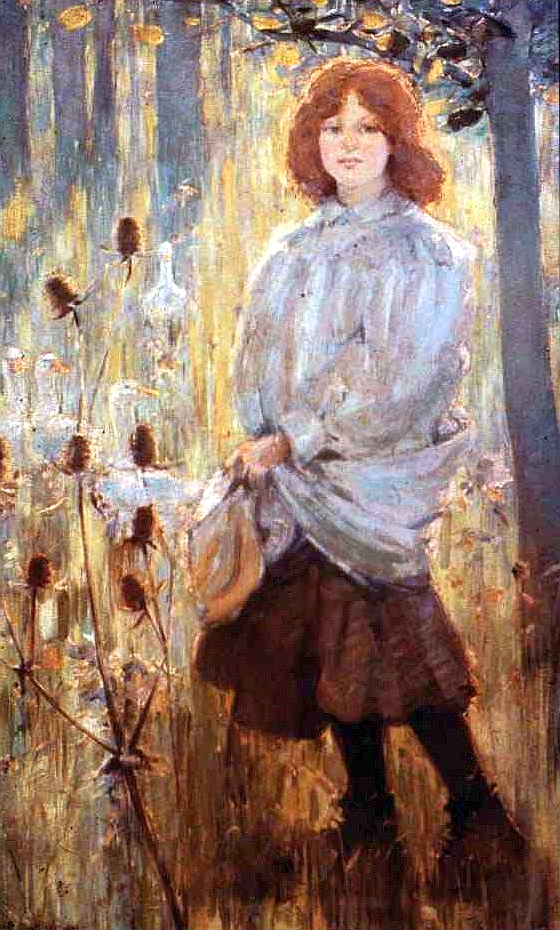
Девочка, пасущая гусей (1898)
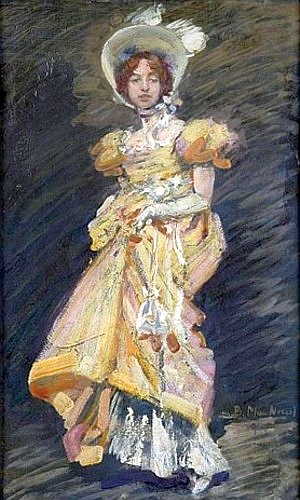
Девушка девяностых годов (1896)
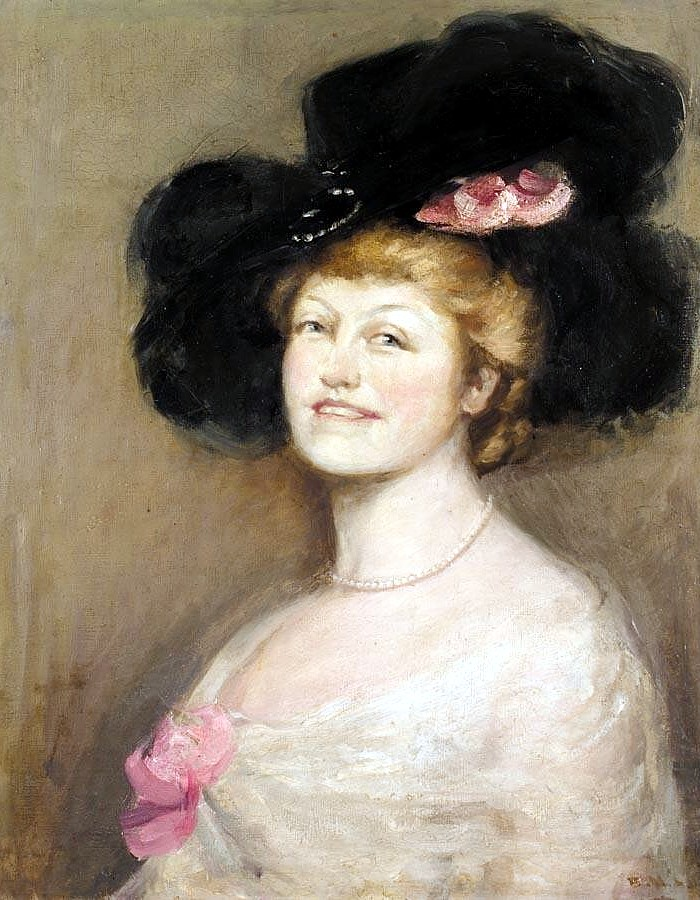
Мария Стюарт
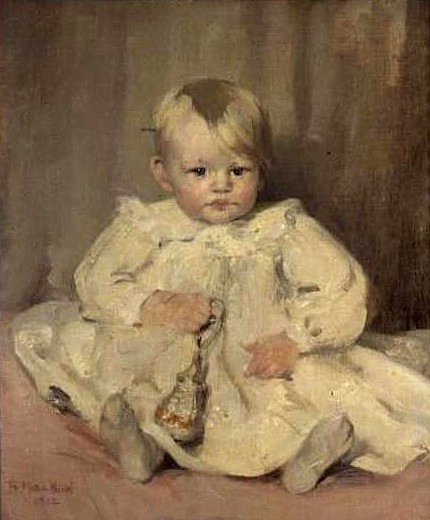
Маленькая Кроуфорд
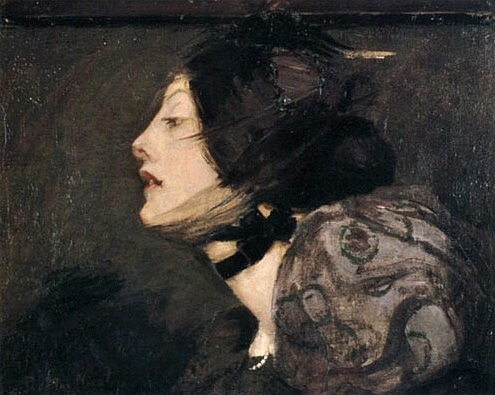
Француженка (1895)
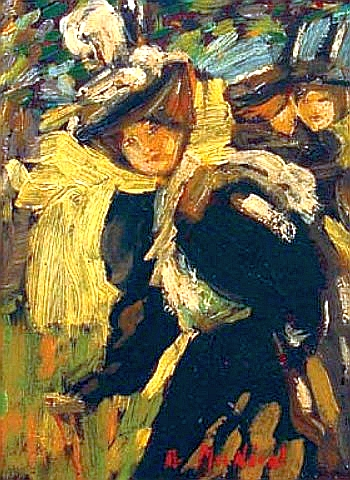
В парке
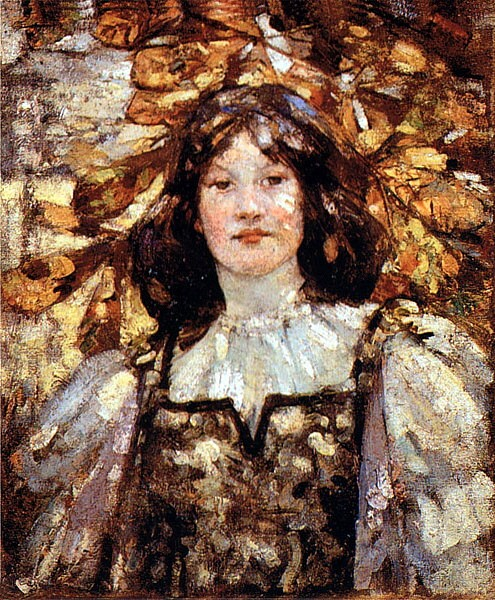
Осень (1898)
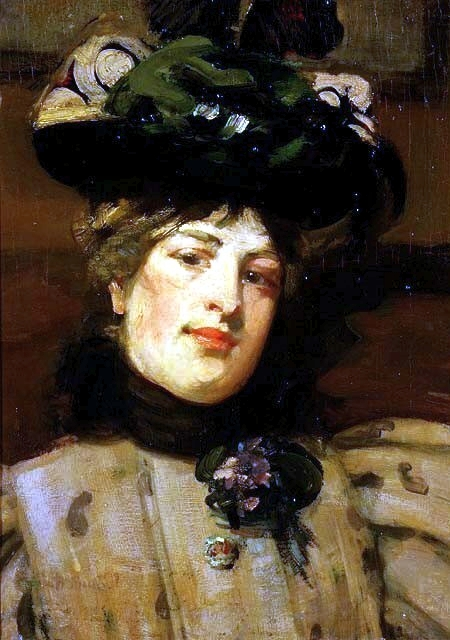
Портрет леди